# Prinzessin von Schengen

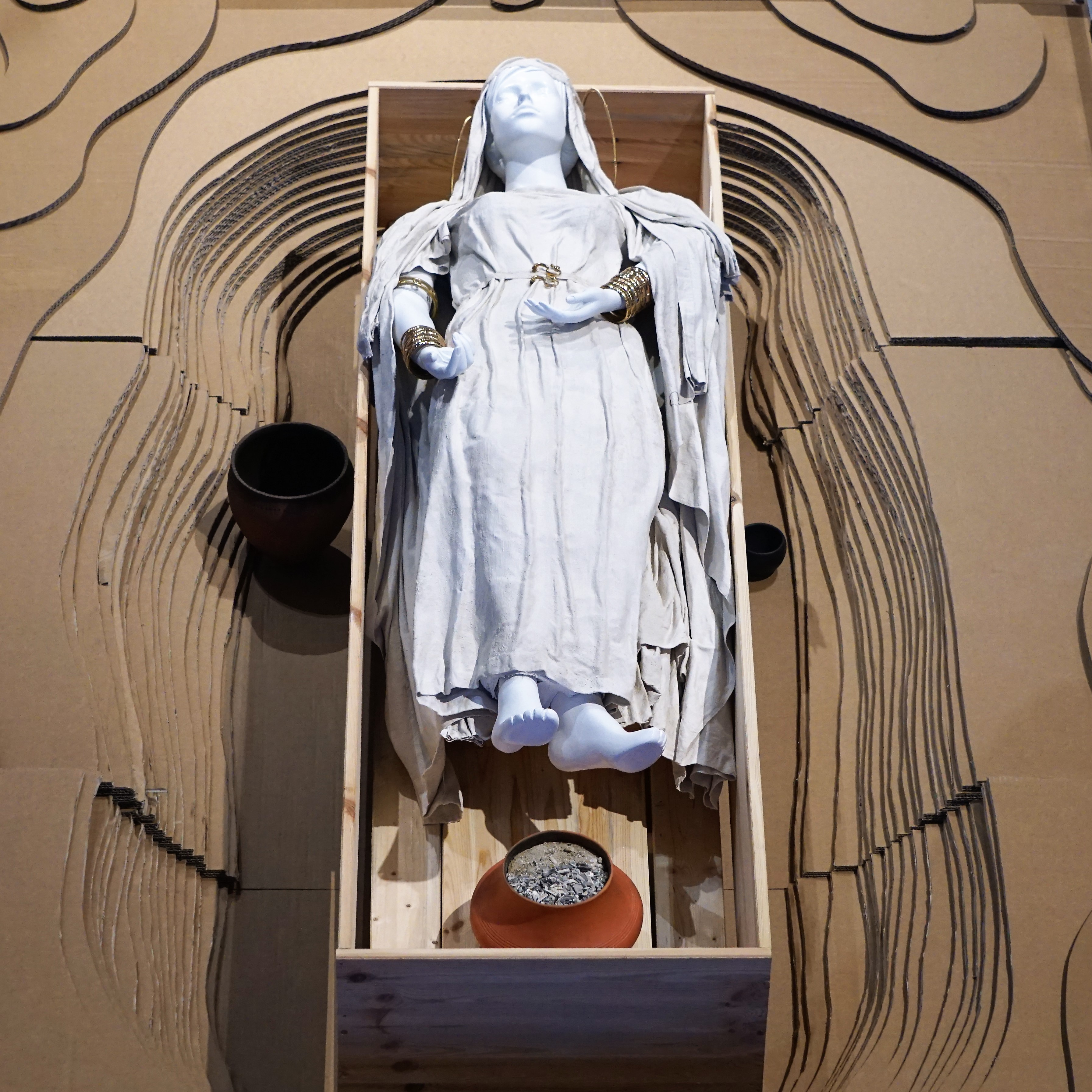
Die Prinzessin von Schengen. Versuch einer Rekonstitution des Grabes, Repliken von Metallschmuck und Keramiknachbildungen

Als Prinzessin von Schengen (luxemburgisch: Prinzessin vu Schengen; auch: Dame von Schengen, Dame vom Baggerweiher oder Madamm vum Baggerweier) wird eine Frau bezeichnet, die vor etwa 2500 Jahren in einem Gräberfeld an den Ufern der Mosel zwischen Schengen und Remerschen im Großherzogtum Luxemburg bestattet wurde. Das reich dotierte Grab mit besonderen Grabbeigaben wurde 1995 beim Anlegen einer Sandgrube entdeckt, archäologisch dokumentiert und wissenschaftlich untersucht.

## Fund und Fundort
Die Prinzessin von Schengen wurde in Grab Nr. 17 einer keltischen Nekropole gefunden, die Archäologen in den Jahren 1995 bis 1998 dokumentierten. Neben fünf Körperbestattungen aus der frühen Eisenzeit, vom Übergang der Hallstattzeit zur Latènezeit, finden sich rund 50 Brandgräber aus der späten Bronzezeit.
Vom Körper der Frau wurden in der von den Archäologen als Grab Nr. 17 bezeichneten Begräbnisstätte lediglich noch vier Zähne gefunden. Der Rest des Körpers war vergangen. Die Frau soll etwa 1,5 Meter groß und zum Zeitpunkt des Todes zwischen 21 und 29 Jahre alt gewesen sein.
Anhand organischer Rückstände im Grab wurde nachgewiesen, dass sich dort Holz befunden haben muss. Daraus wird geschlossen, dass bei der Bestattung unter Umständen ein Sarg verwendet wurde. Neben den Resten aus dem Bereich des Torsos befand sich im Grab auch eine Urne mit Ascheresten einer männlichen Feuerbestattung. Diese Kombination von zwei Toten in einem Grab ist äußerst selten. Warum der zweite Tote in einer Urne bei der Frau bestattet wurde, ist ungeklärt. Unter Umständen war er ein naher Verwandter.

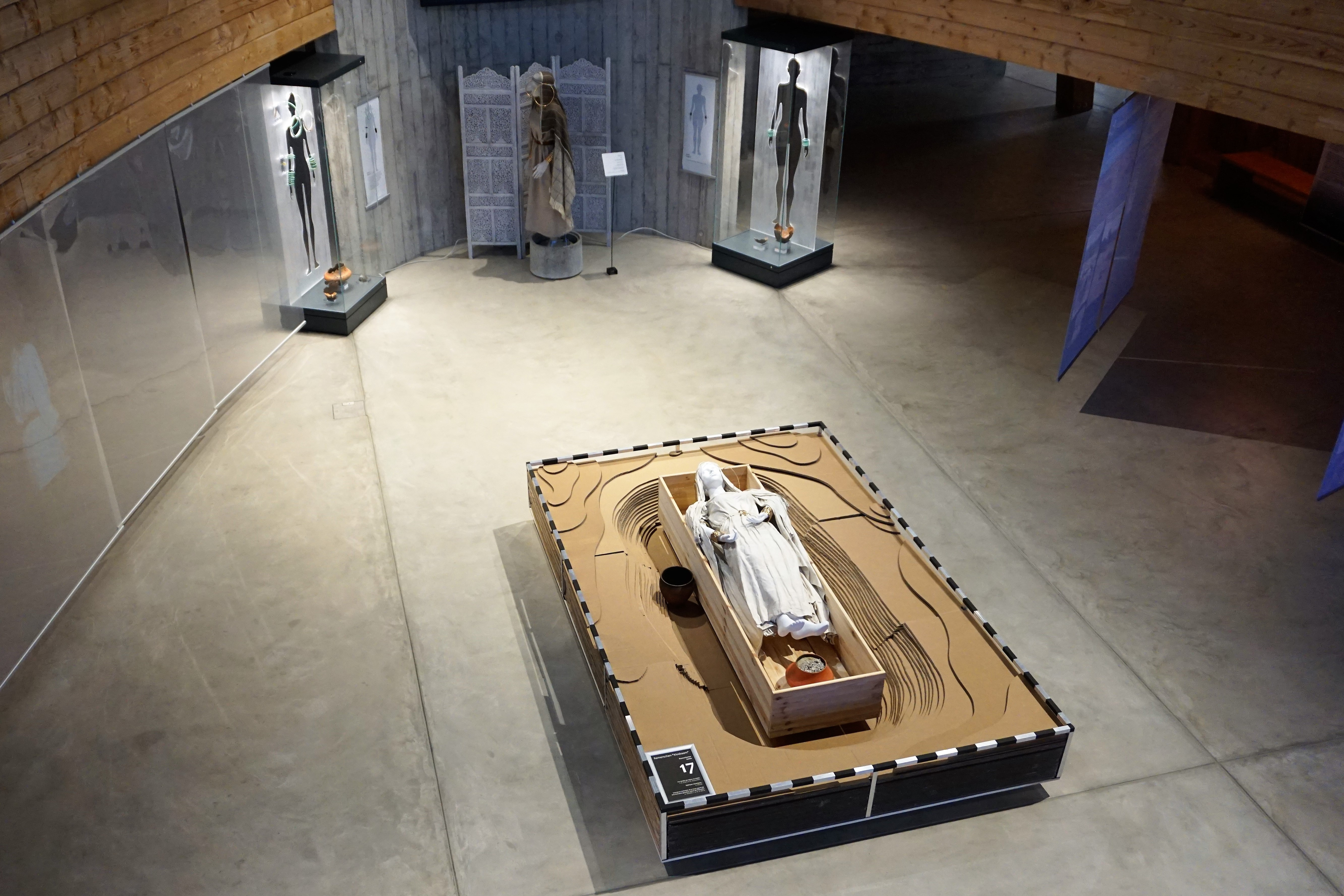
Ausstellung im Biodiversum in Remerschen

Im Grab wurde eine Reihe von Schmuckstücken gefunden, wie z. B.: bronzene Armreifen, keltische Halsreifen, eine ziselierte dreieckige Zierplatte, Schläfenwendelringe und kleine Gewandspangen (Vogelkopffibeln). Ob und inwieweit es sich bei der Frau tatsächlich um eine Prinzessin handelt, kann nicht belegt werden. Die reichen Grabbeigaben deuten jedoch auf einen hohen gesellschaftlichen Stand.
Eine Rekonstruktion des Grabes und der Grabbeigaben wurde vom 30. November 2018 bis 19. Mai 2019 im Biodiversum in Remerschen ausgestellt.